# Zdrapy (Lublin)
Pour les articles homonymes, voir Zdrapy.
Zdrapy (prononciation : [ˈzdrapɨ]) est un village polonais de la gmina de Bychawa dans le powiat de Lublin de la voïvodie de Lublin dans l'est de la Pologne.
Il se situe à environ 4 kilomètres au nord de Bychawa (siège de la gmina) et 23 kilomètres au sud de Lublin (siège du powiat et capitale de la voïvodie).

## Histoire
De 1975 à 1998, le village est attaché administrativement à l'ancienne Voïvodie de Lublin.

Depuis 1999, il fait partie de la nouvelle voïvodie de Lublin.